# Мишмар-ха-Негев
Мишмар-ха-Негев (ивр. משמר הנגב‎) — кибуц, расположенный на севере пустыни Негев в Южном округе.
Находится на расстоянии 20 км от Беэр-Шевы при движении на северо-запад.

## История
Негев в окрестностях Беэр-Шевы был заселен уже в 35-32 вв. до н. э., но потом поселения исчезли, возможно из-за того, что климат стал более засушливым. В XVIII веке до н. э. возникли ханаанейские города- государства, в их числе Герар (Тель-Абу-Хурейра).
Вблизи Мишмар-ха-Негева, в долине ручья Грар, находится холм Тель-Шера (Тель аш-Шариа), предположительно здесь было место древнего поселения Герара или Циклага.
Кибуц был основан в Йом-Киппур 1946 года с 5 на 6-е октября во время операции «11 населённых пунктов» в пустыне Негев по методу Стена и башня. Основатели кибуца — молодые репатрианты из Латинской Америки, Франции, Северной Африки, Болгарии, члены молодёжных социалистических сионистских групп Ха-маханот ха-олим и Борохова, поэтому кибуц вначале назывался в честь Борохова.
В октябре 1948, во время Войны за независимость кибуц служил важным опорным пунктом израильских войск в операции Йоав, завершившейся взятием Беер-Шевы.

## Население
По данным Центрального статистического бюро Израиля, население на начало 2020 года составляло 1 005 человек.